# Lew Mitrofanowitsch Barkow
Lew Mitrofanowitsch Barkow (russisch Лев Митрофанович Барков; * 24. Oktober 1928 in Moskau; † 9. Februar 2013 in Nowosibirsk) war ein russischer Physiker.

## Leben
Barkow studierte an der physikalisch-technischen Fakultät der Lomonossow-Universität Moskau. Bereits während des Studiums arbeitete er im Moskauer Laboratorium Nr. 2  der Akademie der Wissenschaften der UdSSR (AN-SSSR), das später das Atomenergie-Institut wurde. Er schloss das Studium 1952 ab, nachdem aus der physikalisch-technischen Fakultät das Moskauer Institut für Physik und Technologie (MFTI) entstanden war. Anschließend arbeitete er im Atomenergie-Institut.
1967 wechselte Barkow in das 1957 gegründete Institut für Kernphysik der Sibirischen Abteilung der AN-SSSR in Nowosibirsk-Akademgorodok und lehrte an der Universität Nowosibirsk (1973 Ernennung zum Professor). 1972 wurde er Korrespondierendes Mitglied der AN-SSSR. 1976–1979 war er Dekan der physikalischen Fakultät der Universität Nowosibirsk. Anschließend leitete er 20 Jahre lang den Lehrstuhl für Kernphysik (Elementarteilchenphysik). 1984 wurde er Akademiker (Wirkliches Mitglied der AN-SSSR).
Barkow führte grundlegende Untersuchungen zur Abbremsung und Erzeugung von Neutronen in Uran-Wasser-Systemen durch. Er untersuchte Prozesse der Pion-Produktion und die Wechselwirkung von Pionen und Kaonen mit Materie. Er entwickelte Versuchsanlagen mit starken gepulsten Magnetfeldern zur Untersuchung von Elementarteilcheneigenschaften. Zusammen mit M. S. Solotarjow entdeckte er die Drehung der Polarisationsebene des Lichts in Wismut-Dämpfen. Zu den Forschungsthemen gehörte auch die Paritätsverletzung.
Barkow unterzeichnete mit Schores Iwanowitsch Alfjorow, Garri Israilewitsch Abelew, Eduard Pawlowitsch Krugljakow, Andrei Iwanowitsch Worobjow, Witali Lasarewitsch Ginsburg, Sergei Georgijewitsch Inge-Wetschtomow, Jewgeni Borissowitsch Alexandrow, Michail Wissarionowitsch Sadowski und Anatoli Michailowitsch Tscherepaschtschuk den Offenen Brief der 10 Akademiker an Putin gegen die Klerikalisierung des Landes, den der Akademiker Georgi Sergejewitsch Golizyn zusammen mit den Korrespondierenden Mitgliedern der RAN Gennadi Wassiljewitsch Malzew und Felix Feodossjewitsch Kusnezow und den Akademikern Timur Magometowitsch Enejew und Georgi Alexandrowitsch Sawarsin 2007 veröffentlichte.

## Ehrungen, Preise
- Orden der Oktoberrevolution (1971)
- Ehrenzeichen der Sowjetunion (1975)
- Orden des Roten Banners der Arbeit (1982)
- Staatspreis der UdSSR (1989)
- Verdienstorden für das Vaterland IV. Klasse (1998)